# Kiss (chanson de Prince)
Pour les articles homonymes, voir Kiss.
Singles de Prince & The Revolution
America
(1985) Mountains
(1986)
Kiss est le premier single extrait de l'album Parade composé, interprété et produit par Prince & The Revolution. Kiss était à l'origine, une démo acoustique d'environ une minute, avec un couplet et un refrain. Prince donna le morceau au groupe de funk Mazarati pour faire l'ouverture de leur album. Mazarati et le producteur David Z. le retravaillèrent, lui donnant son aspect minimaliste. Quand  Mazarati livra le morceau à Prince, il fut impressionné par leur travail et décida de le reprendre à son compte. Il refit la voix, ajouta la guitare au refrain et édita ainsi le morceau, dans sa forme actuelle. Mazarati furent crédités pour les chants d'accompagnement, que Prince laissa intacts.
Prince ajouta Kiss à la dernière minute à son album Parade. En dépit de la volonté de Warner Bros. qui ne voulait pas en faire un single, Kiss devint le troisième numéro un U.S. de Prince, après ses tubes de 1984 : When Doves Cry et Let's Go Crazy. Le single s'est classé à la première position au Hot R&B/Hip-Hop Songs le 5 avril 1986, au Hot Dance Club Songs le 12 avril 1986 et au Billboard Hot 100 le 19 avril 1986.
Il eut du succès de l'autre côté de l'Atlantique, atteignant la sixième place des Chart du Royaume-Uni. Le morceau remporta  le Grammy Award de la Meilleure Performance Vocale de R&B pour un Duo ou un Groupe et fut nommé pour le Meilleur Morceau R&B.
La version single 12" est une extension de la version album. Cette section est basée sur la ligne de guitare funky et contient plus d'instruments que la version originale, incluant notamment une basse. De nouvelles paroles de Prince sont aussi présentes, accompagné par Jill Jones. Le morceau se termine par un dialogue humoristique entre une femme et son mari regardant Prince à la télévision. La face B de Kiss était ♥ or $ (Love or Money), titre faisant référence au thème de Under the Cherry Moon.
New Musical Express a classé Kiss au quatrième rang de leur liste des 150 Plus Grand Single de Tous les Temps. « Kiss » a d'autre part été classé à la 464e place du classement : Les 500 plus grandes chansons de tous les temps selon Rolling Stone.
Le vidéo clip est réalisé par Rebecca Blake ; Prince y apparaît accompagné de Wendy Melvoin à la guitare et de la danseuse Monique Mannen.
La chanson est reprise en 1988 en une version accompagnée d’une section de cuivre, par Tom Jones et Art of Noise, qui rencontrera également le succès.

## Charts
| Pays             | Chart                 | Meilleure position | Total semaine | Réf    |
| ---------------- | --------------------- | ------------------ | ------------- | ------ |
| États-Unis       | Billboard Hot 100     | 1                  | 18            | [ 1 ]  |
| États-Unis       | Hot R&B/Hip-Hop Songs | 1                  | 17            | [ 1 ]  |
| États-Unis       | Hot Dance Club Songs  | 1                  | 11            | [ 1 ]  |
| Royaume-Uni      | UK Singles Chart      | 6                  | 9             | [ 2 ]  |
| France           | SNEP                  | 29                 | 14            | [ 5 ]  |
| Suisse           | Swiss Music Charts    | 3                  | 11            | [ 6 ]  |
| Autriche         | Ö3 Austria Top 40     | 8                  | 12            | [ 7 ]  |
| Norvège          | VG-lista              | 10                 | 1             | [ 8 ]  |
| Suède            | Sverigetopplistan     | 16                 | 2             | [ 9 ]  |
| Pays-Bas         | MegaCharts            | 3                  | 15            | [ 10 ] |
| Nouvelle-Zélande | RIANZ                 | 2                  | 14            | [ 11 ] |